# Even Christian Gjestvang
Even Christian Gjestvang, född 28 september 1853 i Nes, Ringsaker, död 8 februari 1928 i Monte Carlo, var en svensk-norsk industriman.
Even Christian Gjestvang var son till bonden Niels Gjestvang. Han kom 1868 i lära i en lanthandel i närheten av Hamar 1868 och blev 1871 kontorist vid ett handelskontor i Kristiania. 
Gjestvang genomgick handelsinstitutet i Kristiania och etablerade därefter efter en grosshandel för maskiner och nya tekniska hjälpmedel för boktryckerier 1873. 
1890 flyttade han till Stockholm där han öppnade en butik för pappers- och tryckerimaskiner och blev 1894 svensk medborgare. 
Tillsammans med Anders Jeurling och J F Zethraeus bildade de 1897 AB Nyqvarn som övertog det av Jeurling inköpta pappersbruket i Nykvarn, som nu återuppbyggdes och utvidgades. Gjestvang blev företagets VD fram till 1907, och fungerade därefter som styrelseordförande 1907–1908. 
Under Allmänna konst- och industriutställningen i Stockholm 1897 var han norsk underkommissarie. 
Han grundade 1898 Svensk Papperstidning, som 1900 blev officiellt organ för Svenska Pappersbruksföreningen men först 1915 såldes av Gjestvang till föreningen. Gjestvang var även 1905-1916 skattmästare i Svensk Pappersbruksförening. 
Han var 1898–1918 även innehavare av E C Gjestvangs handels- & fabriks AB 1898-1918 och AB Stero i Stockholm för drivande av förlagsverksamhet med mera 1903–1911, samt från 1894 styrelseledamot i AB Elektrotypi, som producerade galvanotypier, och fram till 1912 för AB Pythagoras i Norrtälje. 
Han var även persisk generalkonsul 1898-1932. 
Gjestvang var mycket intresserad av den framväxande bilismen, och började 1903 ägna sig åt bilförsäljning, och var länge den störste bilimportören i Sverige. 1903-1932 var han styrelsemedlem i Kungliga Automobilklubben. Från 1917 föra han styrelseledamot i KAK:s fastighets AB, från 1919 för Nya AB tekniska fabriken Guld och för Svenska maskinimportföreningen och från 1921 för AB Amerikanska motorimporten i Malmö.
Han utgav även en bok om Bulgarien, en statistisk sammanställning om Sveriges näringar under 1890-talet och medverkade i utländska tidskrifter.